# Adolf-Grimme-Preis 1966
Der 3. Adolf-Grimme-Preis wurde 1966 verliehen. Die Preisverleihung fand am 28. Januar 1966 im Rathaus der Stadt Marl statt.

## Preisträger

### Adolf-Grimme-Preis mit Gold
- Peter von Zahn (für Buch und Regie von § 175 Die Homosexuellen – Betrachtungen zu einem Problem der Strafrechtsreform und Hinter den Sternen – Geduld mit Tieren, WDR)

### Adolf-Grimme-Preis mit Silber
- Koby Jaeger (für Buch und Regie von Sabre – ein Israeli sieht sein Land, Radio Bremen)
- Egon Monk (für Buch und Regie von Ein Tag, NDR)

### Adolf-Grimme-Preis mit Bronze
- Peter von Zahn (für die Regie von Hans Böckler – Ein Lebensbild, BR)
- Fritz Puhl (für Buch und Regie von lch komme aus Petroporo – Griechen auf der Wanderschaft, ZDF)
- Eberhard Schütz (für Produktion und Redaktion von Der politische Mord: Trotzki, Tod eines Propheten, SFB)

### Ehrende Anerkennung
- Golo Mann (für die Regie in Deutsche Geschichte seit 1815, 5. Folge: Bismarck, BR)
- Rüdiger Proske (für Buch und Regie von Auf der Suche nach der Welt von morgen – Aufbruch zum Südpol, NDR)
- Viktor Schamoni (für die Kamera in Gefahr im Blut – Der Rhesus-Faktor, ZDF)
- Horst G. Weise (für die Gestaltung der Sendung Benvenuti in Italia, BR)
- Werner Baecker (für die Gestaltung und das Drehbuch von Besuch bei: Fritzi Massary, NDR)
- Peter Joseph (für die Regie in Der Bauer mit dem Rechenschieber, 10. Folge: Die Kartoffelschlacht, HR)

### Besondere Anerkennung der Pressejury
- Hans Mohl (Redakteur) und Marlene Linke (Buch und Regie) (für die Sendung Gefahr im Blut – Der Rhesus-Faktor, ZDF)